# 324.º Regimiento de Infantería
El 324.º Regimiento de Infantería (324. Infanterie-Regiment), fue una Regimiento de Infantería del Ejército alemán (Heer) durante la Segunda Guerra Mundial.

## Historia
Formada el 1 de enero de 1940 como unidad de la 7.ª División de Infantería Welle en Berlín-Spandau de las partes del 307.º Regimiento de Infantería y el 310.º Regimiento de Infantería y el 5º Batallón de Campo de Reemplazo. El regimiento se encontraba bajo la 163.ª División de Infantería y el 15 de octubre de 1942 el regimiento es renombrado como 324.º Regimiento Grenadier.